# Sergej Šalamon
Sergej Šalamon, slovenski atlet, * 7. marec 1975, Velenje.
Šalamon je za Slovenijo nastopil na Poletnih olimpijskih igrah 2000 v Sydneyju, kjer je nastopil v moški štafeti 4 x 400 metrov. V svoji disciplini, teku na 400 metrov, kjer ima osebni rekord 47,86 s (postavljen leta 2000), se ni uspel uvrstiti na Olimpijske igre.